# Coaña (kommunhuvudort)
Coaña är en kommunhuvudort i Spanien.   Den ligger i provinsen Province of Asturias och regionen Asturien, i den nordvästra delen av landet, 400 km nordväst om huvudstaden Madrid. Coaña ligger 71 meter över havet och antalet invånare är 3 440.
Terrängen runt Coaña är kuperad åt sydväst, men åt nordost är den platt. Runt Coaña är det glesbefolkat, med 15 invånare per kvadratkilometer. Närmaste större samhälle är Navia, 3,8 km nordost om Coaña. I omgivningarna runt Coaña växer i huvudsak blandskog.